# Рауль IV де Вексен
Рау́ль IV (III) Вели́кий (фр. Raoul IV le Grand), также известен как Рауль де Крепи (фр. Raoul de Crépy; умер 23 февраля или 8 сентября 1074, Перонна) — граф Валуа (Рауль IV) с 1038, граф де Бар-сюр-Об и Витри-ан-Пертуа (по праву жены) ?—1053, граф Амьена и Вексена (Рауль III) с 1063, старший сын Рауля III (II) де Мант и Адель (Алисы) де Бретёй. Был одним из самых могущественных феодалов Северной Франции.

## Биография
Первоначально Рауль был сторонником графа Блуа Эда II. После гибели Эда в 1037 году Рауль организовал сопротивление сторонников Эда королю Франции Генриху I.
В 1038 году Рауль получил отцовское графство Валуа, в то время как его брат Тибо получил Нантёй.
В 1041 году Рауль попал в плен к Генриху I, после чего перешёл на сторону короля.
В 1054 году он участвовал в битве при Мортемере, в которой королевская армия была разбита армией герцога Нормандии Вильгельма II. После битвы Рауль оказался в заключении, однако, воспользовавшись разногласиями между своим тюремщиком Роже де Мортемером и герцогом Вильгельмом, смог бежать в Валуа. В отместку Вильгельм отобрал у Роже фьефы, по которым тот был его вассалом. Позже Рауль продолжал участвовать в борьбе короля Генриха против Вильгельма Нормандского.
В то же время Рауль стремился расширить свои владения. Благодаря первому браку он получил графства Бар-сюр-Об и Витри-ан-Пертуа. Вскоре после смерти в 1060 году короля Генриха I Рауль захватил хорошо укреплённый город Мондидье, прогнав его законных наследников, а сам город обложил ежегодной данью.
После смерти Генриха I осталась молодая вдова, Анна Ярославна, дочь Киевского князя. У неё завязался роман с Раулем, в результате чего они решили пожениться. Однако Рауль уже был женат. Для того, чтобы развестись, он обвинил свою жену Хакенезу в супружеской измене и на этом основании аннулировал брак, а в 1061 году похитил на охоте в санлисском лесу вдову Генриха I и женился на ней.
Это вызвало скандал: брошенная жена Рауля обратилась с жалобой к папе римскому Александру II, который приказал архиепископам Реймса и Руана провести расследование, по результатам которого новый брак был признан недействительным. Кроме того, Раулю и Анне было велено жить отдельно друг от друга, однако они проигнорировали это требование. В итоге Рауль был отлучён от церкви. Отлучение было снято только после смерти Хакенезы, когда папа Григорий VII признал брак Рауля и Анны. Анна продолжала много времени проводить в принадлежавшем Раулю замке Крепи, хотя иногда и появлялась при дворе своего сына Филиппа I.
В 1062 году умер граф Мэна Герберт II, завещавший свои владения герцогу Вильгельму Нормандскому. Однако мэнская знать не согласилась с этим решением и восстала при поддержке графа Анжу Жоффруа III, признав в качестве своих правителей двоюродного брата Рауля, Готье III, графа Амьена и Вексена, и его жену Биоту, приходившуюся тёткой Герберту II.
Но Вильгельм начал завоевание Мэна и в 1063 году захватил Ле-Ман, а также пленил Готье и Биоту. Они были помещены в замок Фалез, где умерли в том же году при невыясненных обстоятельствах. Поскольку наследников Готье не оставил, его владения, графства Амьен и Вексен, за исключением Понтуаза и Шомон-ан-Вексена, присоединённых к королевскому домену, унаследовал Рауль.
В 1066 году Рауль разорил графство Верден, а его столицу сжёг. Поводом для этого послужил отказ епископа Вердена выплатить требуемую Раулем сумму.
В 1071/1072 году Рауль осадил и захватил город Перонна, укрепления которого считались неприступными.
Рауль умер в 1074 году. По одной версии это произошло 23 февраля в Перонне, по другой — 8 сентября в Мондидье. Его тело было погребено в церкви Святого Пьера в Мондидье. Однако после того, как его сын Симон, унаследовавший отцовские владения, возвратил Мондидье законным наследникам, 22 марта 1076 года тело Рауля было перезахоронено в аббатстве Святого Арнуля в Крепи-ан-Валуа.
Рауль является одним из героев романа Антонина Ладинского «Анна Ярославна — королева Франции».

## Брак и дети
1-я жена: Аэлис де Бар-сюр-Об (ум. 11 сентября 1053), графиня де Бар-сюр-Об и Витри-ан-Пертуа, дочь Ношера III, графа де Бар-сюр-Об, вдова Рено де Семюр-ан-Брионне, графа Рено де Жуиньи и Роже I де Виньори. Дети:
- Готье (ум. 6 сентября 1065/1067), граф де Бар-сюр-Об и Витри-ан-Пертуа с 1053
- Симон (ум. 30 сентября/1 октября 1080), граф де Бар-сюр-Об и Витри-ан-Пертуа 1065/1067—1077, граф Валуа, Амьена и Вексена 1074—1077, граф Мондидье и Перонны 1074—1076, в 1077 году постригся в монахи
- Елизавета (?) (ум. ок. 12 мая 1093/1101), дама де Шатовиллен и д’Арк-ан-Барруа; муж: Бартелеми (ум. после 1072), сеньор де Бройе и де Бофор
- Аделаис (Хильдебранда) (ум. после 1077), графиня Валуа с 1077; муж: с 1059 или ранее Герберт IV (ок. 1032 — ок. 1080), граф де Вермандуа
- Адель (Аделаида, Алиса) (1045 — ум. 12 мая 1093/1100), графиня де Бар-сюр-Об; муж: ранее 1061 Тибо III де Блуа (ок. 1010/1012 — 29/30 сентября 1089), граф Блуа, Шатодёна, Шартра, Тура и Сансерра с 1037, граф Труа и Мо (Тибо I) с 1063

2-я жена: Алиенора «Хакенеза» (ум. после 1063), наследница Мондидье и Перонны. Брак был аннулирован около 1060 года. Возможно, дочерью Рауля IV, рождённой в этом браке, была Хавиза, супруга Роже де Мортемера (ум. около 1080).
3-я жена: с ок. 1061 Анна Ярославна (ум. 1075/1089), дочь великого князя Киевского Ярослава Владимировича Мудрого и шведской принцессы Ингегерды, вдова короля Франции Генриха I. Детей от этого брака не было.